# Pita (prefektura)
Pita – prefektura w środkowej części Gwinei, w regionie Mamou. Zajmuje powierzchnię 4638 km². W 1996 roku liczyła ok. 239 tys. mieszkańców. Siedzibą administracyjną prefektury jest miejscowość Pita.